# Notaeolidia depressa
Notaeolidia depressa ist eine maritime Nacktkiemerschnecke aus der Gattung Notaeolidia, die zur Familie der Notaeolidiidae gehört. Über die Art ist bislang nur wenig bekannt.

## Merkmale
Notaeolidia depressa werden bis zu 65 Millimeter lang und etwa 25 mm breit. 
Im Kopfbereich besitzen sie einen Schlund mit Raspelzunge (Radula), Tentakeln in Schlundnähe, und auf der Kopfoberseite ein Paar Rhinophoren (paariges Riechorgan). Die Radula hat pro Querreihe einen Mittelzahn und 4 bis 6 Lateralzähne auf jeder Seite. 
Den hinteren Teil des Körpers umläuft ein ein- oderreihiger Saum unterschiedlich großer, bis etwa 8 mm langer, fransenartiger Cerata. 
Sie dienen der Unterstützung der Atmung. Eine Notaeolidia depressa hat bis etwa 100 derartiger Cerata. An ihren Spitzen sitzen sogenannte Nesselsäcke (Cnidosäcke). Sie enthalten Nesselkapseln (Nematocyten und Spirocysten). 
Die Notaeolidia depressa sind durchscheinend weiß, die braunen oder roten Gänge der Mitteldarmdrüse („Leber“) können durch die Haut gesehen werden. Die Spitzen der Cerata, die Rhinophoren an der Kopfoberseite, der Randsaum des Fußes sind weiß pigmentiert;

## Lebensweise
Über die Lebensweise der Art ist noch so gut wie nichts bekannt. 
Bei einem Exemplar wurden im Magen und Darm Nematocyten gefunden. Das deutet auf eine kleptocnide Ernährung von Nesseltieren hin. Ferner ist bekannt, dass die Schwesterart Notaeolidia gigas sich von Polypen der Tubularia-Arten (Hydrozoen). ernährt.
Die Notaeolidia depressa haben wie alle Hinterkiemer eine Zwitterdrüse und sind nicht selbstbefruchtende Zwitter, brauchen also einen Partner für die Befruchtung. 

## Lebensräume
Die Notaeolidia depressa leben nur in antarktischen Gewässern rund um die Antarktische Halbinsel und die Bouvetinsel. 
Sie wurde in einer Tiefe von 30 bis 430 Metern gefunden.

## Systematik
Die Artbestimmung der Gattung Notaeolidia ist ein noch nicht abgeschlossener Prozess. In verschiedenen Expeditionen wurden zwar viele neue Arten der Gattung Notaeolidia entdeckt. Doch liegen nicht nur bei der Gattung Notaeolidia, sondern bei diversen antarktischen Nacktkiemern
zu wenige Exemplare zum Vergleich vor, um hinreichend relevante Unterschiede für den Artstatus feststellen zu können.
Die Biologin H.Wägele vermutet daher, dass viele als neu angesehenen Arten gar nicht verschieden sind. Im Falle der Gattung der Notaeolidia vermutet H. Wägele, 
- dass die folgenden Arten Synonyme für die Notaeolidia depressa sind:
  - N. alutacea Minichev, 1972,
  - N. flava Minichev, 1972,
  - N. robsoni N.H. Odhner, 1934,
  - N. rufopicta J. Thiele, 1912,
  - N. subgigas N.H. Odhner, 1944,
- dass es nur folgende drei Arten in der Gattung Notaeolidia gibt:
  - Notaeolidia gigas Ch.N.E. Eliot, 1905,
  - Notaeolidia depressa Ch.N.E. Eliot, 1907,
  - Notaeolidia schmekelae H. Wägele, 1990.